# Comuna de Bolimów
Bolimów (polaco: Gmina Bolimów) é uma gminy (comuna) na Polónia, na voivodia de Lodz e no condado de Skierniewicki. A sede do condado é a cidade de Bolimów.
De acordo com os censos de 2004, a comuna tem 4035 habitantes, com uma densidade 36 hab/km².

## Área
Estende-se por uma área de 112,21 km², incluindo:
- área agricola: 60%
- área florestal: 34%

## Demografia
Dados de 30 de Junho 2004:
|                      | Total   | Total | Mulheres | Mulheres | Homens  | Homens |
| -------------------- | ------- | ----- | -------- | -------- | ------- | ------ |
|                      | pessoas | %     | pessoas  | %        | pessoas | %      |
| População            | 4035    | 100   | 2051     | 50,8     | 1984    | 49,2   |
| Densidade (pop./km²) | 36      | 100   | 18,3     | 18,3     | 17,7    | 17,7   |

De acordo com dados de 2002, o rendimento médio per capita ascendia a 1360,5 zł.

## Comunas vizinhas
- Nieborów, Nowa Sucha, Puszcza Mariańska, Skierniewice, Wiskitki